# Pető Zoltán
Pető Zoltán (Szolnok, 1974. szeptember 19. –) magyar labdarúgó. Kilencszer szerepelt a magyar labdarúgó-válogatottban.

## Pályafutása

### Klubcsapatban
A Szolnoki MÁV csapatában kezdte pályafutását, előbb az utánpótlás csapatokban, majd a felnőttek között is bemutatkozott. Innen igazolt az akkor még NB II-es Debreceni VSC csapatába. Innen Belgiumba igazolt, majd visszatért Magyarországra, az MTK csapatához, ahol egyetlen mérkőzésen sem lépett pályára, ezért az Újpesthez szerződött. Innen visszament az MTK-hoz, ahonnan ismét külföldre igazolt. Előbb Törökországba, majd ismét Belgiumba ment, de még mielőtt lejárt volna a szerződése, hazajött a Felcsút másodosztályú csapatába. 2009-ben az NB II Keleti-csoport válogatottja irányításával bízták meg. Ezt követően visszatért nevelő egyesületéhez és megnyerték az NB II-és bajnokság keleti csoportját, így a következő szezonban (már 36 évesen) újra az NB I-ben játszott, igaz csak az őszi szezonban, 13 mérkőzésen. Ezt követően már csak amatőr csapatokban (Törtel, Nagykőrös) játszott.

### A válogatottban
Csapatkapitánya volt az 1996-os olimpián szerepelt magyar csapatnak. Az A-válogatottban 2000-ben mutatkozott be és 2006-ig kilenc alkalommal játszott a nemzeti tizenegyben.

## Statisztika

### Mérkőzései a válogatottban
| Magyarország | Magyarország       | Magyarország                    | Magyarország   | Magyarország | Magyarország | Magyarország       | Magyarország | Magyarország |
| #            | Dátum              | Helyszín                        | Hazai          | Eredmény     | Vendég       | Kiírás             | Gólok        | Esemény      |
| ------------ | ------------------ | ------------------------------- | -------------- | ------------ | ------------ | ------------------ | ------------ | ------------ |
|              | 1996. július 21.   | Orlando, Citrus Bowl (USA)      | Nigéria        | 1 – 0        | Magyarország | olimpiai D csoport | -            |              |
|              | 1996. július 23.   | Miami, Orange Bowl (USA)        | Brazília       | 3 – 1        | Magyarország | olimpiai D csoport | -            |              |
|              | 1996. július 25.   | Orlando, Citrus Bowl (USA)      | Japán          | 3 – 2        | Magyarország | olimpiai D csoport | -            |              |
| 1.           | 2000. április 26.  | Belfast, Windsor Park           | Észak-Írország | 0 – 1        | Magyarország | barátságos         | -            | 57'          |
| 2.           | 2000. május 31.    | Győr, Rába ETO Stadion          | Magyarország   | 2 – 2        | Szaúd-Arábia | barátságos         | -            |              |
| 3.           | 2003. november 19. | Budapest, Üllői úti Stadion     | Magyarország   | 0 – 1        | Észtország   | barátságos         | -            |              |
| 4.           | 2004. február 19.  | Limassol (CYP)                  | Magyarország   | 2 – 1        | Lettország   | barátságos         | -            |              |
| 5.           | 2004. február 21.  | Nicosia (CYP)                   | Magyarország   | 0 – 3        | Románia      | barátságos         | -            | 9'           |
| 6.           | 2004. március 31.  | Budapest, Puskás Ferenc Stadion | Magyarország   | 1 – 2        | Wales        | barátságos         | -            | 84'          |
| 7.           | 2004. április 28.  | Budapest, Puskás Ferenc Stadion | Magyarország   | 1 – 4        | Brazília     | barátságos         | -            | 46'          |
| 8.           | 2004. június 2.    | Tiencsin, Teda Football Stadium | Kína           | 2 – 1        | Magyarország | barátságos         | -            | 10'          |
| 9.           | 2006. május 24.    | Budapest, Szusza Ferenc Stadion | Magyarország   | 2 – 0        | Új-Zéland    | barátságos         | -            | 37' 79'      |
|              | Összesen           |                                 |                | 9            | mérkőzés     |                    | 0            | gól          |